# Notiobiella vicina
Notiobiella vicina is een insect uit de familie van de bruine gaasvliegen (Hemerobiidae), die tot de orde netvleugeligen (Neuroptera) behoort. 
Notiobiella vicina is voor het eerst wetenschappelijk beschreven door Kimmins in 1936.